# Miyuki Izumi
Miyuki Izumi (泉 美幸, Izumi Miyuki, Tokio, 31 mei 1975) is een voormalig Japans voetbalster.

## Carrière
Zij nam met het Japans vrouwenvoetbalelftal deel aan de Olympische Zomerspelen in 1996. Japan werd uitgeschakeld in de groepsfase met de Duitsland, Noorwegen en Brazilië. Zij speelde de wedstrijd tegen Noorwegen.

## Statistieken
| Japans vrouwenvoetbalelftal | Japans vrouwenvoetbalelftal | Japans vrouwenvoetbalelftal |
| Jaar                        | Wed.                        | Dlp.                        |
| --------------------------- | --------------------------- | --------------------------- |
| 1996                        | 5                           | 0                           |
| Totaal                      | 5                           | 0                           |